# Cheralita
La cheralita es un mineral de la clase de los fosfatos que pertenece al grupo de la monacita. Recibe su nombre en honor del antiguo reino drávida de Chera (Kerala), anterior Travancore, lo que hoy es Kerala (India). Anteriormente conocida con el nombre de brabantita; fue redefinida por Linthout en 2007.

## Características
La cheralita es un fosfato de fórmula química CaTh(PO4)2. Cristaliza en el sistema monoclínico. La textura de los cristales va de subédrica a anédrica, los cristales son masivos, de hasta 5 cm. Su dureza en la escala de Mohs es 5.
Según la clasificación de Nickel-Strunz, la cheralita pertenece a "08.A - Fosfatos, etc. sin aniones adicionales, sin H2O, sólo con cationes de tamaño grande" junto con los siguientes minerales: nahpoïta, monetita, weilita, švenekita, archerita , bifosfamita, fosfamita, buchwaldita, schultenita, chernovita- (Y), dreyerita, wakefieldita- (Ce), wakefieldita- (Y), xenotima- (Y), pretulita, xenotima- (Yb), wakefieldita- (La), wakefieldita - (Nd), pucherito, ximengita, gasparita- (Ce), monacita- (Ce), monacita- (La), monacita- (Nd), rooseveltita, monacita- (Sm), tetrarooseveltita, chursinita y clinobisvanita.

## Formación y yacimientos
La cheralita fue descubierta en Kuttakuzhi (Kerala, India) diseminada en un dique de pegmatita caolonizada y envolvente gneiss caolinizada; de origen aluvial. También ha sido descrita en Alemania, Argentina, Australia, Austria, Brasil, Canadá, Eslovaquia, Estados Unidos, Finlandia, Francia, Hungría, Italia, Laos, Madagascar, Marruecos, Noruega, Polonia, la República Checa, Rusia, Sudáfrica, Suiza y China.
Suele encontrarse asociada a otros minerales como: turmalina, crisoberilo, circón y cuarzo.